# 무촌역
무촌역(茂村驛)은 지금의 경기도 이천시 부발면 무촌리에 위치했던 수려선의 폐지된 철도역이다. 역이 있던 자리 위로 지방도 제337호선의 확장 공사가 이뤄져, 현재 역의 흔적은 거의 남아있지 않다.

## 역사
- 1931년 12월 1일 : 이천-여주 간 개통과 함께 영업 개시[1]
- 일자 불명 : 폐지
- 1956년 8월 11일 : 무배치간이역으로 영업 재개[2]
- 1961년 6월 20일 : 여객 영업 중지[3]
- 1966년 4월 15일 : 여객 취급 재개[4]
- 1972년 4월 1일 : 수려선 폐선과 함께 폐지[5]